# Aku Aku (personaje de Crash Bandicoot)
Aku Aku (アク アク en Japón), es un personaje ficticio de la saga de videojuegos Crash Bandicoot. Es el guardián de las islas Wumpa y la figura paterna de Crash Bandicoot y sus amigos. Se le conoce como la máscara de invencibilidad 

## Biografía
Aku Aku es el espíritu de un antiguo médico brujo encerrado en una máscara de madera flotante. Durante las misiones de Crash para detener al Doctor Cortex, esparció copias de sí mismo a lo largo de los viajes en un esfuerzo por ayudarlo en su misión.
En el primer juego y Crash Bandicoot 2: Cortex Strikes Back, es un personaje de fondo que ayuda a Crash. Comienza a desempeñar un papel importante en la serie de "Crash Bandicoot: Warped", en el que su malvado hermano gemelo Uka Uka se presenta cuando las ruinas de la estación espacial de Cortex se estrellan contra la Tierra y liberan a Uka Uka, por lo que Aku Aku les cuenta a Crash y a Coco Bandicoot la historia de cómo encerró a Uka Uka en una prisión subterránea hace muchos años. Luego les da a los dos la tarea de reunir Cristales que se encuentran dispersos a lo largo del tiempo y mantenerlos fuera de las manos de Uka Uka y Doctor Cortex. Durante la pelea final de Crash contra el Doctor Neo Cortex, Aku Aku se defiende de los ataques de Uka Uka mientras la pelea está en sesión. Aku Aku aparece en "Crash Team Racing" como tutor de Crash, Coco, Polar y Pura, brindándoles consejos y trucos útiles a lo largo del juego. También aparece como un power-up durante las carreras, protegiendo a dichos personajes (junto con Penta Penguin) de todos los ataques y obstáculos mientras les da un aumento de velocidad. Sin embargo, no puede proteger a los personajes de abismos y aguas profundas. En Crash Bash, para resolver su lucha constante con Uka Uka, Aku Aku convoca a Crash y Coco como parte de una competencia entre sus jugadores contra Uka Uka. Aku Aku luego puede tener a Tiny y Dingodile en su equipo para igualar el número de jugadores entre ellos. Durante el transcurso del torneo, Aku Aku comienza a sospechar que Uka Uka está usando el torneo para disfrazar una trama secreta propia. Descubre esta trama para robar cristales justo a tiempo para que su equipo gane. Aku Aku encierra a los Cristales en un gabinete secreto para su custodia y destierra a Uka Uka al vacío del espacio como castigo por tratar de abusar del poder de los Cristales.
Cuando los desastres asolan el mundo en Crash Bandicoot: The Wrath of Cortex, Aku Aku descubre que Uka Uka y el Doctor Cortex han desatado un grupo de máscaras destructivas conocidas como los Elementales, y llama a Crash y Coco a reúne Cristales y devuelve a los Elementales a su estado de hibernación. En Crash Bandicoot 2: N-Tranced, Aku Aku salva a Crash de ser secuestrado por Nefarious Tropy y N. Trance, y lo envía a recoger Cristales para que pueda alcanzar a los villanos. Aku Aku repite su papel de "Crash Team Racing" en "Crash Nitro Kart", dando consejos útiles y actuando como un potenciador para los personajes Crash, Coco y Crunch. En Crash Twinsanity, Aku Aku convence a Uka Uka de unirse a él para derrotar a los Evil Twins, pero ambos son fácilmente derrotados cuando intentan esto. Aku Aku tiene un cameo en Crash Tag Team Racing como las máscaras tiki en la pista "Tiki Turbo". También aparece como tutor en Crash Boom Bang!, dando instrucciones al jugador sobre cómo jugar el juego. En Crash of the Titans, Aku Aku es capturado por el Doctor Neo Cortex, pero es rescatado por Crash Bandicoot. A lo largo del juego, Aku Aku le da al jugador instrucciones básicas, protege a Crash de los ataques enemigos y se transforma en una patineta para ayudar a Crash a atravesar terrenos resbaladizos. Repite este papel en Crash: Mind over Mutant. Aku Aku es uno de los dos únicos personajes del juego que no puede ser controlado por el dispositivo NV de Cortex, ya que el dispositivo es demasiado pequeño para caber en su cabeza.

## Voz
En sus apariciones, David Siller lo interpretó en el primer y segundo juego, pero únicamente para efectos de sonido del personaje, el actor fallecido Mel Winkler lo interpretó con voz desde Crash Bandicoot 3: Warped hasta Crash Twinsanity, Sherman Howard lo interpretó únicamente en Crash Bash, y Greg Eagles desde Crash Tag Team Racing en adelante.

## Características
Siempre que Crash posea una máscara Aku Aku, estará protegido de un ataque o contacto enemigo. Recolectar tres máscaras Aku Aku le da a Crash una invulnerabilidad temporal de todos los peligros menores, pero no protege contra la caída de agujeros.

## Recepción
Un crítico de Game Revolution comparó la mecánica de las máscaras de Aku Aku con los escudos de la serie Sonic the Hedgehog. John Scalzo de Gaming Target comentó que "booooo-ahhhhhh!" canto hecho por Aku Aku, y dijo que el canto que hace, es "bastante hábil". SolidSnake de PSX Extreme elogió la calidad de sonido de la voz de Aku Aku en "Crash Team Racing", mientras Arnold Katayev, en su reseña de "Crash Bandicoot: The Wrath of Cortex", describió negativamente la voz de Aku Aku como "melodramática". Steven Rodríguez, en su revisión de Nintendo World Report de Crash Nitro Kart, describió la voz de Aku Aku al dar consejos entre las carreras como "sexy" y la citó como la mejor parte del audio del juego, pero admitió que "incluso él consigue, bastante molesto". En su reseña de Crash of the Titans, Brian Rowe de Game Revolution, mientras citaba la capacidad de "golpear la cara de Aku Aku en el suelo y montarla como una tabla de surf" lo opinó como algo "extremadamente desconsiderado", lo consideró "una recompensa por sus imitaciones de esa otra cabeza de sabiduría flotante - Frylock".